# Morumshällarna (vid Bastö, Borgå)
Morumshällarna är öar i Finland. De ligger i Finska viken och i kommunen Borgå i landskapet Nyland, i den södra delen av landet. Öarna ligger omkring 60 kilometer öster om Helsingfors.
Arean för den av öarna koordinaterna pekar på är 1 hektar och dess största längd är 210 meter i sydöst-nordvästlig riktning.